# Puma pumoides
Puma pumoides — вымерший вид кошачьих. Его в 1956 году описал Альфредо Кастелланос под научным названием Felis pumoides. Он нашёл окаменелости в долине Reartes, расположенной в провинции Кордова, Аргентина, в пласте, называемом «Brocherense bed», вероятно, относящемся к плиоцену. Ископаемые остатки включали верхнюю челюсть, глазничный отдел лобной кости, часть нижней челюсти, каменистую часть височной кости, бедренную кость, поясничный позвонок и по несколько частей каждой плечевой кости, голени, локтевой кости и лучевой кости. Из-за сходства этих частей голотипа со скелетом ягуарунди он был предварительно отнесен к роду Puma.